# Gölen (Markaryds socken, Småland)
Gölen är en sjö i Markaryds kommun i Småland och ingår i Lagans huvudavrinningsområde. Sjön ligger i ett industriområde i Markaryds norra utkant.

## Galleri

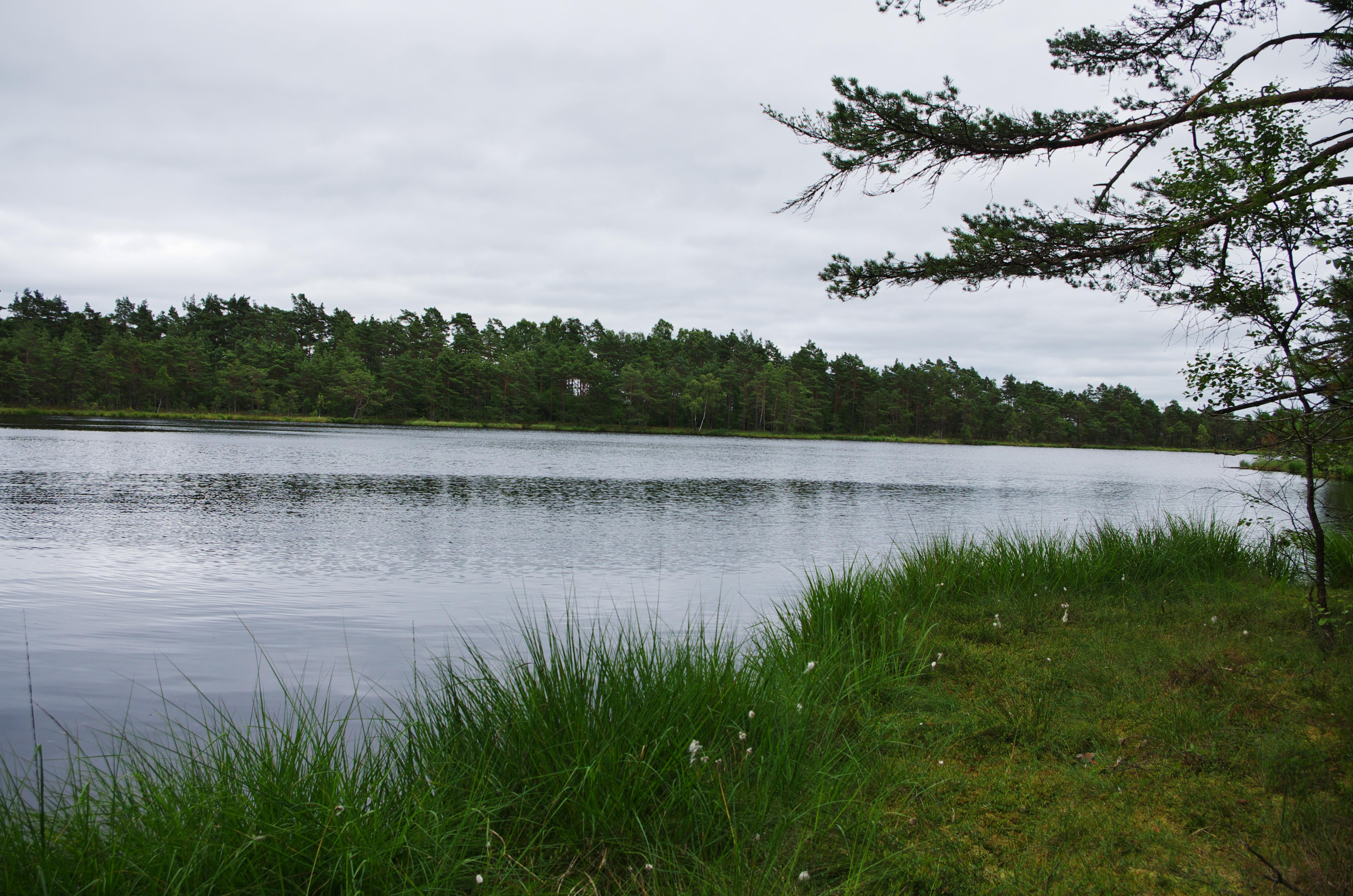